# Leioheterodon modestus
Leioheterodon modestus — вид змій родини Pseudoxyrhophiidae. Ендемік Мадагаскару.

## Поширення і екологія
Leioheterodon modestus поширені на острові Мадагаскар. Вони живуть в тропічних лісах та на узліссях.